# مارمولک بی‌گوش بزرگ
مارمولک بی‌گوش بزرگ (نام علمی: Cophosaurus texanus) نام یک گونه از تیره شاخی‌مارمولکان است.